# Sander Boschker
Sander Bernard Jozef Boschker (nederländskt uttal: [ˈsɑndər ˈbɔskər]), född 20 oktober 1970 i Lichtenvoorde, Oost Gelre, Gelderland, är en nederländsk före detta fotbollsmålvakt som spelade nästan hela sin karriär i FC Twente.

## Landslagskarriär
Trots att Boschker inte spelat för Nederländerna tidigare, var han med i Marco van Bastens preliminära trupp till Europamästerskapet i fotboll 2008. Dock kom han inte med i den slutgiltiga truppen då han bara ansågs vara fjärdemålvakt.
Efter en bra säsong 2009/2010 blev 39-åriga Boschker uttagen i den preliminära truppen på 30 spelare till världsmästerskapet i fotboll 2010. Den 27 maj 2010 meddelade förbundskaptenen Bert van Marwijk att Boschker var med i den slutgiltiga 23-mannatruppen. Han gjorde sin debut i en vänskapsmatch mot Ghana i Rotterdam (4–1 vinst), när han i halvtid ersatte Michel Vorm. Han blev då den äldsta spelare att debutera för det nederländska landslaget.

## Meriter

### Klubblag
- Twente:
  - Eredivisie: 2009–10
  - KNVB Cup: 2000–01, 2010–11
  - Intertotocupen: 2006
  - Johan Cruijff Schaal: 2010, 2011

- Ajax:
  - Eredivisie: 2003–04

### Landslag
- Världsmästerskapet i fotboll: Tvåa 2010